# Олівер Старк
Олівер Леон Джонс (англ. Oliver Leon Jones, нар. 27 червня 1991, Лондон, Англія), професійно відомий як Олівер Старк (англ. Oliver Stark), — британський актор. Найбільш відомий своїми ролями Евана «Бака» Баклі у серіалі «9-1-1» на Fox та ролі Райдера в драмі AMC про бойові мистецтва «У пустелі смерті».

## Біографія
Старк народився в Лондоні, Англія. Молодший із двох братів. З 2002 до 2009 року він відвідував школу Гендон на північному заході Лондона. Після вступу до акторської спілки у Великій Британії він зареєструвався під іменем «Олівер Старк», бо ім′я «Олівер Джонс» було недоступне. Він використав дошлюбне прізвище своєї покійної бабусі «Старк» як своє сценічне прізвище.
Перша професійна акторська робота Олівера Старка з′явилася у 2011 році, коли його взяли на роль у короткометражному фільмі Девіда Александера «Слідуй за Британською кінорадою». Потім актор грав гостьові ролі в культових британських серіалах «Лютер» і «Потерпілий».
Після цього Старк зіграв декілька ролей у фільмах («Криваві війни підземного світу») та кілька інших телевізійних ролей, перш ніж знятися в ролі регулярного серіалу Райдера в драмі AMC про бойові мистецтва «У пустелі смерті» у 2015 році. З 2018 року Старк грає пожежника Евана «Бака» Баклі, головного героя драми «9-1-1» на Fox.
Старк є веганом, профеміністом та висловив підтримку руху Black Lives Matter. Станом на 2021 рік він співпрацював з благодійною організацією, яка надає пожежне обладнання для тренувань, щоб допомагати пожежникам залишатися у формі. У нього на обличчі є характерна родимка, яку йому порадив видалити викладач акторської майстерності. Він заявив, що «ніколи не мав із цим проблем», і багато шанувальників «9-1-1» висловлювали йому позитивні думки про його родимку.
Зараз Олівер Джонс проживає в Лос-Анджелесі, штат Каліфорнія, США, зі своїм собакою та котом. З 2016 року він був в стосунках із моделлю та акторкою Ганною Гроттесман.

## Фільмографія

### Фільми
| Рік  | Назва                                                                                  | Роль        | Примітки |
| ---- | -------------------------------------------------------------------------------------- | ----------- | -------- |
| 2012 | Спільнота (англ. Community)                                                            | Лідер зграї |          |
| 2013 | Шукач пригод: Прокляття скриньки Мідаса (англ. The Adventurer: Curse of the Midas Box) | Глокі       |          |
| 2014 | Монтана (англ. Montana)                                                                | Кал         |          |
| 2015 | Жорсткий приплив (англ. Hard Tide)                                                     | Алфі Фішер  |          |
| 2016 | Інший світ: Кровна помста (англ. Underworld: Blood Wars)                               | Грегор      |          |
| 2017 | Розумні гравці (англ. MindGamers)                                                      | Ділан       |          |

### Телепрограми
| Рік        | Назва                                                         | Роль             | Примітки                                                                                       |
| ---------- | ------------------------------------------------------------- | ---------------- | ---------------------------------------------------------------------------------------------- |
| 2011       | Потерпілий (англ. Casualty)                                   | Кайл ′К′ Денейн  | Епізод: «Природний відбір»                                                                     |
| 2013       | Лютер (англ. Luther)                                          | Шон Батлер       | 1 епізод                                                                                       |
| 2013       | Великий поганий світ (англ. Big Bad World)                    | Поганий підліток | 1 епізод                                                                                       |
| 2013       | Дракула (англ. Dracula)                                       | ПК Барракло      | Епізод: «Come to Die»                                                                          |
| 2015       | Венера проти Марса (англ. Venus vs. Mars)                     | Стівен Джонс     | 1 епізод                                                                                       |
| 2015–2017  | В безплідні землі (англ. Into the Badlands)                   | Райдер           | Регулярний серіал (16 серій)                                                                   |
| 2018–тепер | 9-1-1: Служба порятунку (англ. 9-1-1)                         | Еван «Бак» Баклі | Головна роль (64 серій) Номінований на премію Teen Choice Award за найкращого телеактора драми |
| 2021       | 9-1-1: Самотня зірка (англ. 9-1-1: Lone Star)                 | Еван «Бак» Баклі | Гостьова роль (1 епізод)                                                                       |
| 2024       | Сімейна ворожнеча знаменитостей (англ. Celebrity Family Feud) | себе             | Конкурсант; Епізод: «Fantasy Sweets vs Golden Five and 9-1-1 vs Jury Duty»                     |